# The Legend of Hei
The Legend of Hei (xinès simplificat: 罗小黑战记大电影, pinyin: Luō Xiǎoēi zhàn jì dà diànyǐng, literalment 'La gran pel·lícula de la llegenda de Luo Xiaohei') és una pel·lícula d'animació del 2019, preqüela de la sèrie d'animació La llegenda de Luo Xiaohei. Detalla diversos esdeveniments de la vida de l'esperit del gat Luo Xiaohei que tenen lloc abans de la sèrie.

## Sinopsi
Xiaohei comença el seu viatge errant perquè la sa casa és destruïda pels humans. Tot buscant una nova llar, es troba amb altres monstres i aliats humans, alguns dels quals comparteixen la seua antipatia pels humans. Això el deixa amb el dilema de quin bàndol triar.

## Estrena
The Legend of Hei es va estrenar el setembre de 2019 a la Xina. El seu doblatge oficial en japonés es va emetre al Japó un mes després, distribuït per Toho Cinemas. Va ser llançat als Estats Units i Canadà amb un doblatge a l'anglès de Shout! Studios el 2021.